# Acta Murensia
Acta Murensia (celým názvem Acta fundationis Monasterii Murensis) je latinsky psaná kronika, která vznikla kolem roku 1160 ve švýcarském benediktínském klášteře Muri, o jehož založení a rané historii pojednává. Zachovala se pouze v opisu ze sklonku 14. století. Opisovatel kroniku obdařil rozličnými doplňky. Kromě historie kláštera obsahuje rovněž soupis klášterních majetků a vzácný rodokmen Habsburků, kteří klášter založili.
V roce 2012 byla kronika vydána v překladu do němčiny.